# Saddleworth Moor
Saddleworth Moor é uma charneca no Noroeste da Inglaterra. Alcançando mais de 400 m acima do nível do mar, está na área de Dark Peak do Parque Nacional Peak District. É atravessado pela estrada A635 e a Pennine Way passa para seu lado oriental.

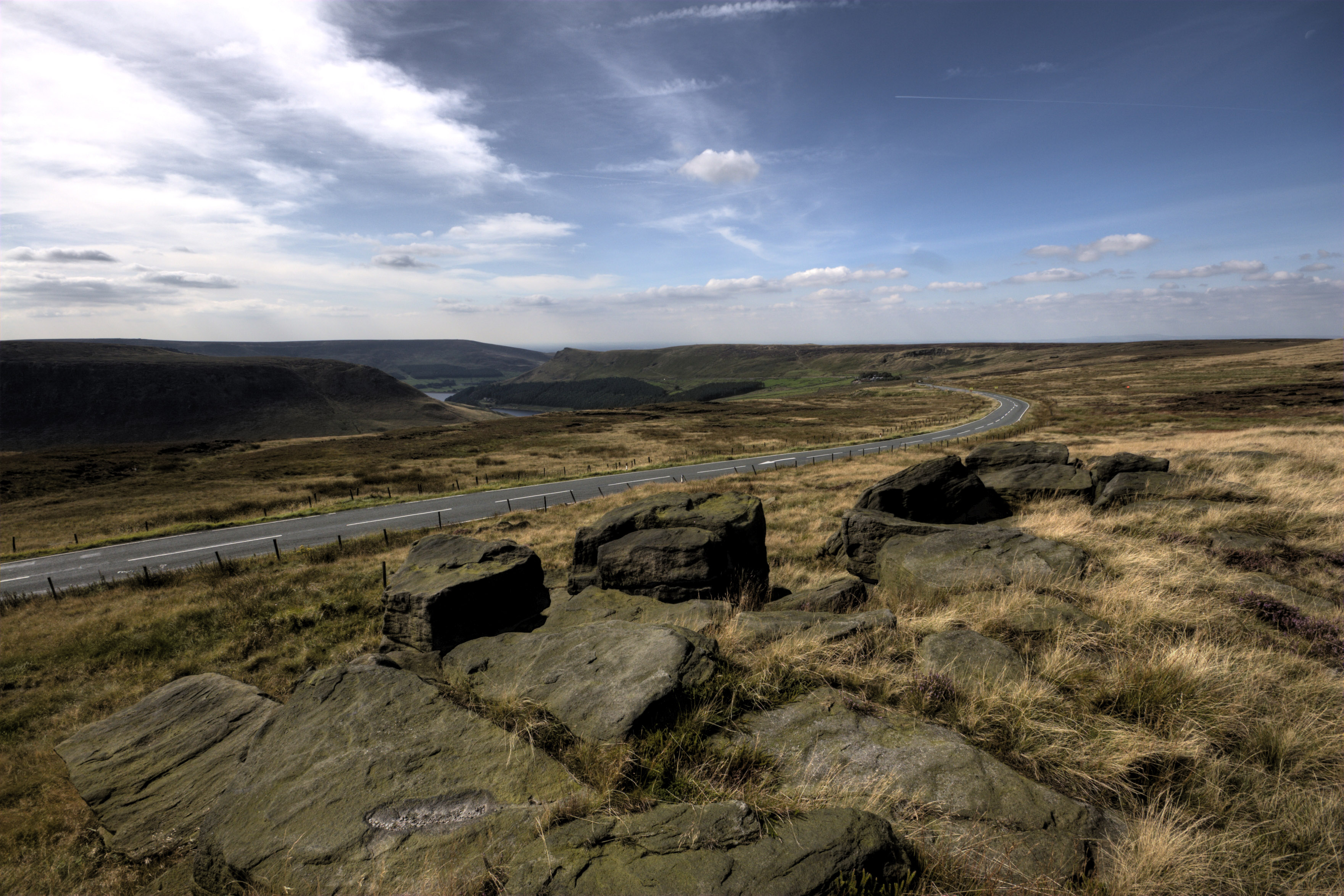
Saddleworth Moor em direção ao Reservatório Dovestone

## Geografia
O pântano Moorland recebe seu nome da paróquia de Saddleworth a oeste, historicamente no West Riding of Yorkshire, embora esteja no lado ocidental dos Peninos e, portanto, tenha sido administrado por Oldham e parte da Grande Manchester desde 1974. O pântano, um planalto elevado com escarpas ou bordas de Millstone grit (pedra de moinho) e, ao redor de suas margens, vales ou ravinas em forma de V profundamente incisos  Clough é derivado do inglês antigo cloh que significa um vale profundo ou ravina.}} no  bairro metropolitano de  Oldham (Grande Manchester) e Kirklees em West Yorkshire. A charneca a leste da divisa do condado com West Yorkshire é conhecida como Wessenden Moor e Wessenden Head Moor. A charneca é atravessada pela A635 entre as Áreas Urbanas da Grande Manchester e de West Yorkshire]. A A635 é conhecida localmente como a estrada Isle of Skye, tomando o nome de uma antiga casa pública em Wessenden Head, Upperthong, que foi demolida após um incêndio. O Pennine Way chega do Vale Wessenden]ao norte e cruza o pântano em sua subida para Black Hill (Distrito do Pico) em Holme Moss ao sul. O pântano alto é escassamente habitado. Fazendas dispersas, construídas em pedra de moinho e campos demarcados por muros de pedras secas que estão nas terras baixas e nos vales onde há alguma floresta de coníferas. A turfa sobrejacente é cortada por canais de drenagem ou groughs. Grande parte da área é de|terra de acesso aberto.

### Vegetação
Pântano de manta cobre grande parte do pântano. Capim-algodão] é a característica mais dominante, mas musgo esfagnos são escassos. Musgo ]]Sphagnum]], Calluna vulgaris, crowberry, bilberry e a rara cloudberry] também são encontradas. A formação de turfa tem 9.000 anos, mas áreas extensas contêm turfa nua da qual a superfície foi erodida.

### Reservatórios
Os reservatórios Dovestone, Yeoman Hey, Greenfie Chew Reservoir a leste de Oldham são acessados pela A635 e fornecem água para a área ao redor. O vale é cercado por afloramentos rochosos e charnecas. Plantações de abetos e pinheiros são encontradas no vale e árvores de folhas largas]]oram introduzidas para fornecer um habitat mais diverso.
Yeoman Hey foi construído em 1880 e Chew Reservoir em 1914, esse último quando construído, era o reservatório mais alto nas Ilhas Britânicas a 488 m acima do nível do mar. O leito de um Trem-tram, construído para auxiliar sua construção, permanece visível. A área ao redor do reservatório é usada para recreação.

## Eventos marcantes

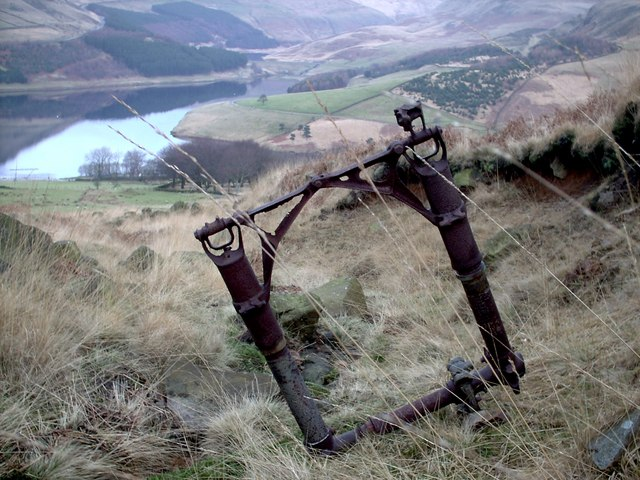
Naufrágio do BEA Douglas DC3 - Trem de pouso, 2003 (Reservatório Dovestone ao fundo)

Em agosto de 1949, um acidente do Douglas DC-3 (BEA  de 1949 em Manchester colidiu com a colina em Wimberry Stones no topo do  Chew Valley, Grande Manchestermatando 24 passageiros e tripulantes e deixando oito sobreviventes.
O pântano foi o local de sepultamento de pelo menos quatro vítimas dos assassinos em série Ian Brady e Myra Hindley; consequentemente, os assassinatos que eles cometeram ficaram conhecidos como os assassinatos de Moors. Em outubro de 1965, após sua prisão pelo assassinato de Edward Evans em Hattersley, os corpos de Lesley Ann Downey e John Kilbride foram descobertos enterrados nos pântanos. Kilbride havia sido assassinado nos pântanos por Brady em 23 de novembro de 1963; Downey havia sido assassinado, na casa do casal, no Boxing Day de 1964, antes de ser enterrado no pântano no dia seguinte. A polícia foi levada a Saddleworth Moor por fotografias encontradas entre os pertences de Brady e alegações do cunhado de Hindley de que Brady havia se gabado de cometer vários assassinatos e enterrar os corpos no pântano. O corpo de Pauline Reade, sua primeira vítima, que havia sido assassinada em julho de 1963, foi recuperado em 1º de julho de 1987, um ano após a dupla admitir o assassinato. Eles também admitiram ter assassinado Keith Bennett e enterrado seu corpo no pântano em junho de 1964. On 30 September 2022 Greater Manchester Police searched for the body of Bennett after receiving information from amateur investigator and author Russell Edwards. Em 7 de outubro, a polícia anunciou que havia encerrado a busca sem encontrar nenhum sinal de restos humanos.
Em dezembro de 2015, o corpo de um homem desconhecido foi encontrado sob Rob's Rocks na trilha entrr os reservatórios Chew e Dovestone Reservoir. Ele morreu de envenenamento por estricnina. Ele foi identificado em janeiro de 2017 como David Lytton, que havia voado do Paquistão dois dias antes de seu corpo ser encontrado.

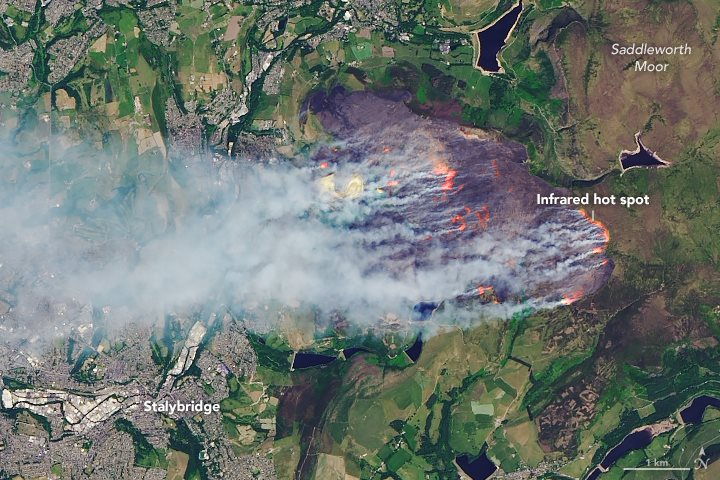
Imagem de satélite da NASA da fumaça subindo dos incêndios em Saddleworth Moor em 27 de junho de 2018

Um incêndio florestal irrompeu no pântano em 24 de junho de 2018, resultando em evacuações em massa e danos a uma grande área. Cinquenta casas foram evacuadas e cerca de 150 pessoas foram afetadas em Carrbrook, perto de Stalybridge. Em 30 de junho, os bombeiros ainda estavam lutando contra o incêndio. O prefeito da Grande Manchester Andy Burnham disse que um "pedido aos militares por apoio extra" estava sendo preparado "para que haja um plano de backup" para apoiar os bombeiros and the military have been brought in. Como em um pântano de turfa, o fogo queima principalmente no subsolo antes de incendiar diferentes partes do pântano, o que o torna particularmente difícil de combater, além de liberar fumaça excessiva e atingir temperaturas extremamente altas. Foi previsto pelos chefes de bombeiros que ele poderia continuar por mais algumas semanas após o incêndio ter começado.
Jonathan Reynolds, secretário de estado de negócios do Reino Unido disse que todos ministros "precisarão analisar seriamente a nossa capacidade de lidar com este tipo de incêndios no futuro, incluindo a capacidade militar que pode ter sido perdid nos últimos anos".
Em fevereiro de 2019, no dia de inverno mais quente já registado, ocorreu um incêndio, descrito por testemunhas como "apocalíptico", no pântano.
1. ↑  «Peak District National Park». Peak District National Park Authority. Consultado em 20 July 2012 Verifique data em: |acessodata= (ajuda)
2. 1 2  «Dark Peak» (PDF). Natural England. p. 3. Consultado em 20 July 2012 Verifique data em: |acessodata= (ajuda)
3. ↑  Mills 1998, p. 402
4. ↑  «ISLE of SKYE ROAD - A635». Consultado em 18 October 2022 Verifique data em: |acessodata= (ajuda)
5. ↑  «Isle of Skye Hotel, Upperthong - Huddersfield Exposed: Exploring the History of the Huddersfield Area». huddersfield.exposed. Consultado em 18 October 2022 Verifique data em: |acessodata= (ajuda)
6. ↑  «South Pennine Moors». Defra. Consultado em 21 July 2012 Verifique data em: |acessodata= (ajuda)
7. 1 2  «Dove Stone Reservoir». United Utilities. Consultado em 21 de julho de 2012
8. ↑  «Descrição do acidente». Aviation Safety Network. Consultado em 15 de junho de 2016
9. ↑  «20 November 1986: Police renew hunt for Moors victims». On this day 1950–2005. BBC. 2008. Consultado em 31 December 2009 Verifique data em: |acessodata= (ajuda)
10. ↑  «Moors Murders: Search for Keith Bennett's body restarts». BBC News. 30 September 2022. Consultado em 1 October 2022 Verifique data em: |acessodata=, |data= (ajuda)
11. ↑  «Busca termina por Keith Bennett, vítima do assassinato de Moors, após nenhum resto ser encontrado». The Guardian. 7 de outubro de 2022. Consultado em 17 de outubro de 2022
12. ↑  «Body on the Moor». BBC News. Consultado em 13 June 2016 Verifique data em: |acessodata= (ajuda)
13. ↑  «Mystery body found on Saddleworth Moor identified». BBC News. Consultado em 26 January 2017 Verifique data em: |acessodata= (ajuda)
14. ↑  «Saddleworth Moor fire: Homes evacuated as blaze continues to rage». BBC News. 27 June 2018. Consultado em 27 June 2018 Verifique data em: |acessodata=, |data= (ajuda)
15. ↑  «Army called in to tackle blaze near Saddleworth Moor». BBC News. BBC. Consultado em 27 June 2018 Verifique data em: |acessodata= (ajuda)
16. ↑  Scheerhout, John (28 June 2018). «Saddleworth Moor fire may take weeks to tackle as firefighters warn 'we could see a drastic change'». Manchester Evening News. Consultado em 29 June 2018 Verifique data em: |acessodata=, |data= (ajuda)
17. ↑  «Andy Burnham calls for more support to tackle Lancashire wildfires». The Guardian. 2 July 2018. Consultado em 2 July 2018 Verifique data em: |acessodata=, |data= (ajuda)
18. ↑  «Saddleworth Moor fire: 'Apocalyptic' blaze breaks out in Yorkshire after Britain's hottest ever winter day». The Telegraph. Consultado em 27 February 2019 Verifique data em: |acessodata= (ajuda)

## ligações externas
- Dove Stone Heritage